# Нерипс, Айгарс
Айгарс Нерипс (латыш. Aigars Nerips; род. 7 сентября 1967 года) — латвийский баскетбольный тренер.

## Карьера
С 2009 года возглавляет тренерский штаб рижского «ТТТ Рига». В 2011-2014 годах возглавлял женскую сборную Латвии.
В 2016 году в Риге проводился конкурс «Спортивный лауреат Риги», организованный Департаментом образования, культуры и спорта Рижской думы для выявления и награждения лучших спортсменов, тренеров, спортивных команд Риги за высокие достижения в спорте, а также за вклад в популяризацию спортивного образа жизни. Лучшей спортивной игровой командой Риги стала баскетбольная команда «ТТТ Рига», тренером которой является Айгарс Нерипс.